# Evaluarea riscului
Evaluarea riscului este primul pas în procedura de gestionare a riscului.
Evaluarea riscului este determinarea cantitativă sau calitativă a valorii de risc legată de o situație concretă și o amenințare cunoscută (numită pericol). Evaluare riscului necesită un calcul din două componente de risc : R, magnitudinea de potențiale pierderi L, și probabilitatea p că pierderea se va produce.
Metoda poate diferi dacă este vorba de decizii financiare generale sau de mediu sau publice de evaluare a riscurilor pentru sănătate.

## Concept
Schimbările tehnologice rapide, sporirea gradului de complexe industriale, creșterea integrării sistemului, concurența pe piață și alți factori s-au dovedit a crește riscul societal în ultimele decenii. Astfel, evaluările riscurilor devin din ce în ce mai critice în ceea ce privește atenuarea accidentelor, îmbunătățirea siguranței și îmbunătățirea rezultatelor. Evaluarea riscului constă într-o evaluare obiectivă a riscului în care ipotezele și incertitudinile sunt clar luate în considerare și prezentate. Aceasta implică identificarea riscului (ce se poate întâmpla și de ce), consecințele potențiale, probabilitatea de apariție, tolerabilitatea sau acceptabilitatea riscului și modalitățile de atenuare sau de reducere a probabilității riscului. În mod optim, aceasta implică și documentarea evaluării riscurilor și a constatărilor sale, punerea în aplicare a metodelor de atenuare și revizuirea evaluării (sau a planului de gestionare a riscurilor), împreună cu actualizările atunci când este necesar. Uneori riscurile pot fi considerate acceptabile, adică riscul "este înțeles și tolerat ... de obicei, deoarece costul sau dificultatea de a pune în aplicare o contramăsură eficientă pentru vulnerabilitatea asociată depășește așteptările de pierdere".